# Вилхелм Петерс
Вилхелм Петерс, био је немачки зоолог и истраживач Афике.

## Биографија
Рођен је 22. априла 1815. у шлезвишком граду Колденбителу. Постао је асистент анатома Јоханеса Петера Милера, а касније куратор (старатељ) у Природњачком музеју у Берлину. На наговор Милера и истраживача Александра фон Хумболта, у септембру 1842. учествовао је у експедицији од Анголе до Мозамбика, где је истраживао приобаље и реку Замбези. У Берлин се вратио 1848. са огромном колекцијом експоната (минерала, биљака и животиња), које је описао у свом делу „Naturwissenschaftliche Reise nach Mossambique... in den Jahren 1842 bis 1848 ausgeführt“ (1852 – 1882).
Заменио је 1858. Мартина Лихтенштајна на месту куратора (старатеља) Природњачког музеја у Берлину и исте године је избран за страног члана Шведске краљевске академије наука. За неколико година значајно је увећао херпетолошку колекцију Природњачког музеја у Берлину, толико да је по својој величини била упоредива са оном у Паризу или Лондону. Херпетологија је била главна област интересовања Петерса. Описао је 122 нових родова и 649 врста из целог света.
Умро је 20. априла 1883. у Берлину.

## Епоними
Један број врста гмизаваца је своја научна имена добио по Вилхелму Петерсу. Неке од њих су: Anolis petersii, Geophis petersii, Hebius petersii, Morenia petersi, Tracheloptychus petersi и Andinosaura petrorum.
Такође је Карл Колдевеј по њему назвао Петерсов Залив на североисточном Гренланду, током Друге немачке експедиције на Северни пол (1869–1870).